# Ian Clough
Ian Clough (* 1937 in Bradford; † 1970 in Nepal) war ein britischer Bergsteiger. Er starb nach der erfolgreichen Durchsteigung der Südwand der Annapurna in einer Eislawine.

## Wichtige Unternehmungen
- 1961 Zentraler Frêneypfeiler, Mont Blanc (Erstbegehung) (mit Chris Bonington)
- 1962 Eiger-Nordwand (britische Erstdurchsteigung) (mit Chris Bonington)